# 间甲酚
间甲酚即3-甲基苯酚，是一种有机化合物，化学式为C7H8O，它是甲酚的同分异构体之一。它可由间硝基甲苯的还原、重氮化、水解制得。在催化下，它和甲醇发生甲基化反应，可以得到2,3,6-三甲基苯酚。